# Мифологическая школа
Эта статья о мифологической теории происхождения христианства. О мифологической школе в этнографии и фольклористике см. Мифологическая школа (этнография).
Мифологическая школа — научное направление в изучении происхождения христианства, а также в христологии, которое отрицает реальность Иисуса Христа как исторической личности и утверждает, что изначально он являлся мифологическим образом.
Отрицание существования Иисуса как исторической личности рядом исследователей XIX века было вызвано научно-критическим анализом источников, которые повествуют об Иисусе. По их мнению, Иисус представляет собой мифический образ, который олицетворяет представления древних религий народов Ближнего Востока об умирающем и воскресающем боге, ведущие, в свою очередь происхождение от тотемических верований и земледельческих и астральных культов, подобно культам Осириса, Диониса, Адониса и др. Согласно этой точки зрения, данные представления, соединившись с иудаистической верой в приход избавителя еврейского народа и всего человечества (откуда эпитет Христос, по-гречески ‘помазанник’, что соответствует понятию Мессия) и с преобладанием этических норм над ритуальным богослужением, что было провозглашено древними еврейскими пророками, сформировали легендарный образ Иисуса. Все евангельские повествования о жизни Иисуса и его чудесных деяниях рассматривали как простые заимствования мифологических сюжетов древних религий, в том числе из ветхозаветной литературы. В целом в рамках данного направления считается, что первоначальный образ Иисуса как божества по мере складывания христианства наделялся «человеческими» чертами. Мифологическая школа слишком односторонне трактовала сложный образ Иисуса, утверждая, что в нём нет ничего нового по сравнению со многими божестами древневосточных религий, однако они смогли показать происхождение многих мифологических мотивов в этом образе.
Большинство библеистов, в том числе атеистических, признают историческое существование Иисуса.
Хотя подавляющее большинство исследователей Нового Завета и историков древнего Ближнего Востока согласны с тем, что Иисус существовал как историческая личность, светские историки, мифологи, религиоведы также признают наличие легендарного/мифического материала в Евангелиях, синкретизмы в Поздней Античности, закреплении иконографии язычества в христианстве.

## Теории
Выделяют три основных аргумента мифологической школы:
- Отсутствуют упоминания о чудесах, совершённых Иисусом Христом, в нецерковных (светских) источниках;
- Послания Павла, датируемые ранее Евангелий, не содержат исторических сведений о недавней жизни Иисуса;
- Существуют параллели со ближневосточными мифами об умирающих и воскресающих богах[9].

Представители школы оперируют преимущественно сравнительно-этнографическим методом и методами сравнительной мифологии.
Мифологическая школа утверждает, что образ Христа основан на тотемических представлениях или земледельческих культах, в особенности на культах умирающего и воскресающего бога) или интерпретирует образ Иисуса с позиции солярно-астральных представлений. Исследователи, разделявшие солярно-астральную концепцию, рассматривал Иисуса Христа, подобно аналогичным ему мифологически образам, как солнечное божество: он родился 25 декабря (когда солнце поворачивает на весну после зимнего солнцестояния), странствовал, сопровождаемый 12 апостолами (что, по мнению исследователей, отразило годичный путь, проходимый солнцем через 12 зодиакальных созвездий), умер и воскрес на третий день (сравнивалось с трёхдневным новолунием, когда луну не видно, но потом она снова «воскресает», и т. д.). Некоторые приверженцы астрально-мифологической концепции давали астральные объяснения почти каждому эпизоду в Евангелиях: находили для них аналогии в небесном движении солнца через созвездия Девы, Льва, Скорпиона и т. д. В целом данная концепция была в большей мере характерна для ранней стадии развития мифологического направления, представленной французскими просветителями Ш. Ф. Дюпюи, К. Ф. Вольней, а к XX веку в крайнем, «чистом» выражении её разделяло лишь небольшое число сторонников, включая — польского учёного Анджея Немоевского и французского — П. Кушу.
К крупнейшим представителей мифологической школы конца XIX—XX века принадлежат Артур Древс, Дж. М. Робертсон, В. Б. Смит и др. Они сравнивали Иисуса со «спасителями», божественными «целителями» известными из древневосточных религиозно-мифологических систем. Указывали на присущее многим религиях сочетание веры в «спасителя» с образом умирающего и воскресающего бога, на связь большей части биографии Иисуса с устойчивыми сюжетами мифологии: рождение Иисуса — с чудесным рождением божественного дитяти, бегство в Египет — с преследованием чудесного младенца и его чудесным спасением — например, египетский сюжет египетской мифологии о Горе и Сете, ассирийской — о царе Саргоне, иудейской — о Моисее, индийской — о Кришне и др.
Прослеживали связь христианских представлений с сюжетами о самопожертвовании богов, имеющимися во многих культах: Иисуса сопоставляли с Агни, Кришны, Митрой, Гайомартом и др. Христианские символы связываются с дохристианскими: «рыба» выступает символом многих богов огня и др.; крест использовался в качестве символа воскресения и новой жизни задолго до христианской религии; представления о смерти Иисуса на кресте связывали с общемифологическим мотивом мирового древа и др. Некоторые исследователи считали миф об Иисусе вариантом легенды о Будде. Наследие тотемических представлений видели в мифе о непорочном зачатии Иисуса Христа девой Марией, в таинстве причастия, понимаемом согласно христианскому учению как образное принятие в пищу тела и крови Иисуса Христа, пасхального «агнца».
Взгляды многих учёных мифологического направления, в котором заметна связь почти со всеми направлениями общей теории мифа XIX — начала XX века, повлияли построения Дж. Фрейзера, писавшего, что источником любой религии являются магические обряды, а основу христианства составил обряд, при котором производилось ритуальное убиение племенного вождя или его сына. Евангельское повествование рассматривалось как культовый миф о реальном или символическом принесении человеческой жертвы, страдающего и воскресающего божества.

## История
Сомнения в историчности Иисуса Христа появились в эпоху Просвещения вследствие критического изучения Евангелия. Зарождение теории связывают с именами двух французских философов: Дюпюи (1742—1809) и Вольнеем (1757—1820). Дюпюи объяснял мифологические и религиозные представления как астрономические аллегории и отрицал историчность Иисуса, считая его мифологическим образом Солнца. Согласно Вольнею, образ Иисуса своими корнями уходит в предшествовавшие восточные культы умирающих и воскресающих богов.
В XIX веке немецкий философ и теолог, радикальный представитель Тюбингенской школы Давид Штраус (1808 − 1874) сыграл большую роль в развитии отрицательной библейской критики (и мифологической теории, хотя сам историчность Иисуса не отрицал). В книге «Жизнь Иисуса» (1860) рассматривает Евангелия как результат мифотворчества. С точки зрения Штрауса, Иисус как историческая личность имеет мало общего с мифологическим Христом веры.
Теолог и сторонник мифологической теории Бруно Бауэр (1809—1882) воспринял аргументы Штрауса и дал более радикальную критику Евангелий. В Евангелиях Бауэр не видит доказательств исторической достоверности, по его мнению, христианством были заимствованы эллинские элементы.
В XX веке получили известность работы представителей мифологической школы Джона М. Робертсона, Вильяма Бенджамина Смита, Артура Древса и других.
В XX — начале XXI веках аргументы в пользу неисторичности Иисуса высказывают такие американские и британские историки и филологи, как Джордж Альберт Уэллс (англ. George Albert Wells), Эрл Доэрти (англ. Earl Doherty), Д. М. Мёрдок (Acharya S), Тимоти Фрик (англ. Timothy Freke) и Питер Гэнди (англ. Peter Gandy), такие теологи, как Роберт Прайс (англ. Robert M. Price) и Томас Томпсон (англ. Thomas L. Thompson), математик и логик Бертран Рассел, по словам которого, «Исторически вообще весьма сомнительно, существовал ли когда-либо Христос; если же он существовал, то о нём мы ничего не знаем», а также писатели и учёные, представляющие движение «Новый атеизм»: этолог Ричард Докинз, физик Виктор Стенджер и др.
Религиовед Роберт М. Прайс, бывший апологет фундаментализма, ставший атеистом, утверждает, что существование Иисуса нельзя исключить, но оно менее вероятно, чем несуществование. Он согласен с тем, что его точка зрения противоречит взглядам большинства учёных.
Швейцарский психоаналитик Карл Юнг утверждал, что архетипические процессы, такие как смерть и воскресение, являются частью «трансперсонального символизма» коллективного бессознательного и могут быть использованы в задаче психологической интеграции. Он также предложил что мифы о языческих богах, которые символически умерли и воскресли, предвещали буквальную/физическую смерть и воскресение Христа. С символической точки зрения Юнг рассматривает умирающих и восходящих богов как архетипический процесс, резонирующий с коллективным бессознательным, посредством которого восходящий бог становится более великой личностью в юнгианской самости. С точки зрения Юнга, такая библейская история, как воскресение Иисуса (которое он рассматривал как случай смерти и воскресения), может быть правдивой или нет, но она не имеет никакого отношения к психологическому анализу процесса и его воздействия.

### Советская мифологическая школа
Ещё Ленин в директивной статье 1922 года «О значении воинствующего материализма» прямо указывал на необходимость «союза с „древсами“». На Первом съезде безбожников (1925 год) Е. М. Ярославский и другие партийные идеологи потребовали отказа от «исторической школы», которую характеризовали как уступку классовому врагу. II Всесоюзный съезд воинствующих безбожников (1929 год) закрепил победу мифологистов.
С этого момента мифологическая школа была объявлена единственно верной и официальной точкой зрения советской исторической науки. Среди советских историков религии заметными представителями мифологической школы были И. А. Крывелёв и А. Б. Ранович. Все ранние упоминания христиан считались позднейшими вставками, палестинское происхождение христианства отрицалось, идеологию христианства возводили к древним культам солнечных богов. Партийную линию поддерживали журнал «Безбожник у станка» и два массовых издательства: «Атеист» и «Безбожник». Осенью 1930 года на дискуссии в Институте философии при Коммунистической академии мифологисты даже попытались опровергнуть историчность исламского пророка Мухаммеда, но успеха не имели.
Смерть Сталина, находка кумранских рукописей и других манускриптов способствовали практическому отмиранию советской мифологической школы.

## Критика
Выступления в печати представителей мифологической школы вызвали появление обширной апологетической литературы. В основном богословии данная теория является предметом рассмотрения историческо-философской апологетики.
Один из основоположников марксизма Фридрих Энгельс в сочинении «Бруно Бауэр и первоначальное христианство», отмечая ценный вклад Бауэра в разрешение вопроса об историческом происхождении христианства, указал на то, что в работе ему препятствовал идеализм немецкого философа, вследствие чего «фраза заменяет у него часто в решающем месте существо дела». Там же Энгельс критически оценил подход Штрауса, заметив, что пользуясь его концепцией, каждый может в евангельских рассказах считать исторически достоверным всё, что ему угодно.
Французский писатель и философ-экзистенционалист Альбер Камю, в своём эссе «Бунтующий человек» высказал мнение, что отрицая историю Христа, безбожники укрепляют позиции сурового Бога Ветхого завета.
Согласно мнению британского теолога Герберта Джорджа Вуда (англ. Herbert George Wood) (1879—1963), у данной теории имеются методологические проблемы:
«…Диалектический процесс, посредством которого теория „Христос — миф“ дискредитирует себя, основан на том простом факте, что вы не можете доказать эту теорию без неправильного обращения с фактами».
Британский теолог, библеист и епископ из Вестминстерского аббатства Том Райт уподобил сторонников мифологической теории профессиональному астроному, рассуждающему на тему «создана ли Луна из сыра». Другой британский теолог и проповедник методистской церкви Джеймс Данн характеризует идею о мифичности Христа как «совершенно мёртвый тезис».
Аргументы в пользу как исторического, так и мифологического происхождения Иисуса высказывают исследователи новозаветных текстов и раннехристианской истории, опираясь на имеющиеся в распоряжении науки сведения, но в настоящее время большая часть религиоведов и теологов разделяет мнение представителей исторической школы.

### Восприятие в обществе
Согласно исследованию, проведённому Бэйлорским университетом (США) в 2005 году, 1 % от общего числа и 13,7 % от числа не связанных с религией американцев считают, что Иисус — выдуманный персонаж. В 2008 году в Великобритании были проведены сходные исследования: 13 % от общего числа населения и 40 % из числа атеистов не верят, что Иисус существовал. Наконец, результаты исследования 2009 года показали, что 11 % жителей Австралии считают маловероятным, что Иисус был исторической личностью.
По данным исследования, проведённого Церковью Англии, 40 % англичан не верят, что Иисус был реальным человеком. При этом 25 % опрошенных в возрасте от 18 до 34 лет считают его мифическим либо выдуманным персонажем.
В Италии в 2006 году Луиджи Кашоли (итал. Luigi Cascioli), атеист и автор книги «Басни о Христе», подал иск в суд на своего бывшего сокурсника по семинарии, священника Энрико Риги (итал. Enrico Righi) за то, что последний опубликовал в церковной газете статью, в которой утверждается, что Иисус родился в Вифлееме в семье Марии и Иосифа и жил в Назарете. Подобные утверждения, по мнению Кашоли, нарушают два итальянских закона — «Злоупотребление доверием народа» (итал. Abuso di Credulita Popolare) и «Подмена личности» (итал. Sostituzione di Persona), так как, во-первых, Иисуса Христа не существовало, а во-вторых, церковь уже две тысячи лет выдаёт за него другого человека — Иоанна из Гамалы, еврея, боровшегося против римлян в первом веке н. э. Кашоли признался:
«У меня достаточно ума, чтобы понять: суд в стране, в которой 95 % населения составляют католики, никогда не признает, что Иисус не существовал. Это было бы чудом. Но, может быть, этот суд заставит людей задуматься о противоречиях того, во что они верят».
Иск был отклонён. Ватикан никак не прокомментировал данный случай. По совету адвокатов отказался от интервью и священник Энрико Риги.

## В художественной литературе и публицистике
Одним из первых ответов на мифологическую теорию Дюпюи был памфлет французского учёного и писателя Жана Батиста Переса «Почему Наполеона никогда не существовало». Брошюра была издана анонимно в 1827 году, пользовалась большим успехом и была переведена на множество языков. Сатира Переса представляет собой пародию на сочинения мифологистов — используя точно те же аргументы, что и в их трудах, Перес доказывает, что Наполеон — это миф, а его царствование — аллегорический вымысел. Вероятно, Перес не знал, что несколько ранее ту же идею и с той же целью реализовал архиепископ Ирландии Ричард Уотли, шуточная книга которого «Исторические сомнения относительно Наполеона Бонапарта» (англ. Historic Doubts relative to Napoleon Bonaparte, a jeu d'ésprit) вышла в 1819 году.
В романе М. А. Булгакова «Мастер и Маргарита» высмеивается убеждённый сторонник мифологической школы Михаил Берлиоз, которого даже дьявол не смог убедить в реальном существовании Иисуса.

## Комментарии
1. ↑  Агностик Барт Эрман писал: "Он, разумеется, существовал, с этим согласен практически каждый компетентный антиковед, независимо от того, христианин он или нехристианин. B. Ehrman, 2011 Forged : writing in the name of God ISBN 978-0-06-207863-6